# كيث كوبلاند
كيث كوبلاند (بالإنجليزية: Keith Copeland)‏ هو عازف جاز وأستاذ جامعي أمريكي، ولد في 18 أبريل 1946 في نيويورك في الولايات المتحدة، وتوفي في فبراير 2015 في فرانكفورت في ألمانيا.

## وصلات خارجية
- كيث كوبلاند على موقع ميوزك برينز (الإنجليزية)
- كيث كوبلاند على موقع أول ميوزيك (الإنجليزية)
- كيث كوبلاند على موقع ديسكوغز (الإنجليزية)